# 古志田東遺跡
座標: 北緯37度53分53秒 東経140度05分55秒 / 北緯37.89806度 東経140.09861度
古志田東遺跡（ふるしだひがしいせき）は、山形県米沢市林泉寺にある平安時代の遺跡。2000年9月6日、国の史跡に指定された。

## 概要
古志田東遺跡が所在する米沢市は山形県の南東端に位置する。遺跡は松川扇状地の扇央から末端にかけての水田地帯、標高257メートルのところにある。
財団法人米沢市開発公社が当地区に住宅団地を造成するに際し、1997年から1998年にかけて米沢市教育委員会による予備調査を行った結果、遺跡の存在が確認され、1999年の調査で大型建物跡を含む遺跡の範囲が確認された。教育委員会と開発公社は遺跡の公有化を進め、国の史跡指定をめざす方向で協議を行った。古志田東遺跡は2000年9月6日付けで国の史跡に指定された。
当遺跡では大型建物1棟の跡を含む7棟の建物跡が確認されており、古代置賜郡の有力豪族の屋敷であったとみられる。遺跡西側では南から北へ流れていた旧河川跡が検出された。河川跡には2か所の船着場跡が確認されている。遺跡内の土壙や河川跡からは土器や木製品など、多数の遺物が出土している。出土品中には61点の木簡、452点の墨書土器などの文字資料があり、木簡の記載内容から、屋敷の主は多数の労働者を使って大規模な農業経営を行っていたとみられる。また、船着場や、その近くの倉庫とみられる建物跡の存在から、舟運による交易が行われていたことも推定される。出土した土器の編年などから、この屋敷は9世紀中葉に成立し、10世紀初めには廃絶ないし移転したものとみられる。当時は律令国家が衰退し、地方の在地豪族が台頭する時期にあたっている。こうした古代から中世への過渡期の様相を具体的に伝える遺跡は日本全国でみても稀少であり、当遺跡は東北地方の古代史を解明するうえで重要なものである。

## 遺構
建物跡7か所、土壙30か所、井戸跡2か所、溝状遺構3か所、河川跡、船着場跡2か所、木橋状遺構1か所などが検出されている。

### 建物跡
南北棟の大型建物を中心に、その東と西に2棟ずつ、北と南に1棟ずつ、計7棟の建物跡が確認されている。
大型建物（母屋）は、桁行10間（23.8メートル）、梁間3間（8.6メートル）の南北に長い建物で、北面を除く残り3面に庇を設けていた。床面積は約190平方メートル、庇部分を含めると約330平方メートルである。大半の柱痕には柱根が残存していた。
西建物は母屋から9メートルほど離れた南西側に建つ1棟と、その北に建つ1棟で、前者は桁行6間、梁間2間。後者は桁行4間、梁間1間の細長い建物で、2棟とも東西棟である。北建物は船着場に隣接して建つ東西棟の建物で、桁行・梁間とも3間。東建物は、母屋から26メートル離れて建つ南北棟の建物と、その南に建つ東西棟の建物で、前者は桁行3間、梁間2間。後者は桁行6間、梁間3間。両建物間は18メートル離れている。南建物は母屋の南28メートルのところに建つ東西棟の建物で、水田造成によって一部削平されているが、桁行5間、梁間3間である。
以上の建物のうち、東建物と南建物は居住用とみられる。南建物はその位置から、迎賓施設の可能性もある。北建物は、船着場に接して建つところから、船荷用の倉庫とみられる。西建物は小規模であるにもかかわらず間仕切りを設けるところから、木製品等を作っていた工人の住居と推定されている。

### 土壙
母屋の東・北・西を中心に30か所が確認されている。用途については、内部に土器片、焼土、炭化物などがみられることから、屋敷の廃絶（または移転）後に不要物を焼却した跡とみられる。

### 井戸跡
北建物の南東側に1か所、河川跡近くに1か所確認されている。なお、後者については、中世の埋納施設とする見方もある。

### 溝状遺構
西建物に接して1か所、東建物に接して2か所あり、排水溝とみられる。

### 河川跡
遺跡の西側に南から北に流れていた河川の跡で、掘立川の旧流路とみられる。川幅は最大13.7メートル、最小9メートル。深さは平均1メートルであった。

### 木橋状遺構
西建物近く、川幅のもっとも狭いところに太さ25センチ前後のものと10センチ前後のものと2種類の丸太を並べた遺構があり、木橋と推定されている。

### 船着場跡
北建物近くの左岸（西）と右岸（東）にそれぞれ1か所ずつあった。前者は長径7.5メートル、深さ1.4メートルの半円形。後者は長径10メートル、深さ1.5メートルの不整円形である。

## 出土遺物

### 土器
主に旧河川跡と土壙から、計40,774点の土器が出土した。土器の種類は土師器、須恵器、赤焼土器、両黒土器（土師器の内外面に炭素を付着させた黒色土器）の4つに分類される。器種は坏（土師器、須恵器、赤焼、両黒）が大部分で、赤焼土器の坏が全体の70パーセント強を占める。他に土師器の甕形土器、須恵器の甕形土器と壺形土器があるが、坏に比べると少量である。坏の胴や底に文字を墨書した墨書土器が452点あり、他に、炭化物や煤が付着した、灯明皿に転用されたもの、墨の受け皿として用いられたもの、漆塗のものなどが約200点ある。墨書の内容は、呪術的な文様を描いたもののほか、「木」「山田」「吉」「東」などの文字を書いたものがある。

### 木製品
河川跡から750点が出土している。木簡のほか、木椀などの挽き物が多い。物差し、檜扇、独楽、鐙（あぶみ）、弓、鍬、修羅などもある。物差しは両面に「寸」と「分」の目盛を付したものだが、「寸」の長さが片面は3.5センチ、もう片面は3.12センチになっている。これについては高麗尺と新尺に対応したものとする説がある。弓は7点あり、カヤ材またはイヌガヤ材で、儀式用のものと思われ、長さは最大のものが124センチである。

### 木簡
木簡は61点が確認されている。
- 1号木簡 - 題箋軸と称する形態のもので、「有宗」「案文」とある。「有宗」は人名。「案文」は文書の控えの意である。
- 2号木簡 - 「田人廿九人 九人 女二十人」「又卅九人 女卅一人 男八人」とある。「田人」は農民の意で、多数の農民を徴発して農業を営んでいたことがわかる。墨書の上半では29人のうち20人、下半では39人のうち31人が女性であったことがわかる。
- 3号木簡 - 「二百五十八人 丁二百（以下欠） 小廿人」とある。「丁」「小」は年齢区分を意味し「小」は4歳から16歳を指す。
- 12号木簡 - 「狄帯建一斛」とある。「斛」は「石（こく）」に同じ。「狄」は蝦夷の意だが、「狄帯建」は蝦夷からの貢納物の意ではなく、稲の品種名と推定されている。
- 13号木簡 - 「（上部欠）船津運十人」とある。この木簡は東船着場跡から出土したもので、「船津」は船着場、「運」は船荷の揚げ降ろしを担った労働者を指す[14]。

以上の木簡から、屋敷の主が多数の労働者を使い、大規模農業や船による交易を営んでいたことがわかる。